# Emile Heskey
Emile William Ivanhoe Heskey (* 11. ledna 1978 Leicester) je bývalý anglický profesionální fotbalista, který hrával na pozici útočníka. Svoji profesionální kariéru ukončil v dresu Boltonu Wanderers v červenci 2016. Dříve nastupoval za kluby jako Liverpool, Birmingham City, Leicester City či Aston Villa.

## Klubová kariéra
Narodil se v Leicesteru a v místním klubu Leicester City načal i svou fotbalovou kariéru. Za první tým poprvé nastoupil v roce 1995 a do roku 2000 odehrál 154 ligových utkání se 40 góly na kontě. Podařilo se mu v jeho dresu dvakrát zdvihnout nad hlavu ligový pohár. Poté se za 11 miliónů liber přesunul do Liverpoolu a stal se tehdy rekordně drahou posilou. V sezóně 2000/01 se podílel na zisku čtyř trofejí (FA Cup, ligový pohár, FA Charity Shield a Pohár UEFA). V 2. kole Poháru UEFA vstřelil ve dvojzápase 2 branky Slovanu Liberec a výrazně tak dopomohl k postupu do dalšího kola. Poté slavil s týmem i zisk evropského Superpoháru, když zvyšoval na 2:0 v zápase, který nakonec Liverpool vyhrál 3:2. V roce 2004 se přesunul do Birminghamu City a po sestupu podepsal smlouvu s Wiganem za odstupné přes 7 miliónů liber. V roce 2009 se přesunul do Aston Villy, za kterou hrál do roku 2012, kdy s ním klub ukončil spolupráci.
Poté působil až do dubna 2014 v australském týmu Newcastle Jets. Další angažmá si sehnal až v prosinci 2014, kdy se dohodl s trenérem Boltonu Wanderers a svým bývalým spoluhráčem Neilem Lennonem na zkoušce, v níž uspěl.

## Reprezentační kariéra
Heskey reprezentoval Anglii jak v mládežnických kategoriích tak i v seniorské.
Debut za A-tým Anglie si připsal 28. dubna 1999 v Budapešti proti Maďarsku (remíza 1:1). V dresu Anglie se účastnil Mistrovství světa 2002, na Euru 2004 byl ale opomenut. Opět do anglické reprezentace byl povolán opět až na kvalifikaci o Euro 2008 a odehrál poločas v přátelském utkání proti Česku. Reprezentační kariéru ukončil po účasti na Mistrovství světa v roce 2010.

## Ocenění

### Klubová

#### Leicester City
- EFL Cup: 1996/97,[4] 1999/2000[5]

#### Liverpool
- FA Cup: 2000/01[6]
- EFL Cup: 2000/01,[7] 2002/03[8]
- Community Shield: 2001[9]
- Pohár UEFA: 2000/01[10]
- Superpohár UEFA: 2001[11]

### Individuální
- Hráč sezóny Birminghamu City: 2004/05[12]